# Jiří Hájek
Jiří Hájek (Krhanice, 6 juli 1913 - Praag, 22 oktober 1993) was een Tsjecho-Slowaaks politicus, diplomaat en hoogleraar. Hij was een van de oprichters van Charta 77.

## Levensloop
Vlak voor de Tweede Wereldoorlog was hij lid van de jongerenafdeling van de Tsjechische Sociaaldemocratische Partij. Hij organiseerde een antifascistische groep, wat in 1939 uitmondde in zijn arrestatie. Tijdens de oorlog werd hij geïnterneerd in een Duits gevangenenkamp.
Na de oorlog was hij tot 1958 parlementslid, vanaf 1948 voor de Communistische Partij van Tsjecho-Slowakije waarmee zijn partij dat jaar fuseerde. Hij bekleedde verschillende posten in de regering en de academische wereld. Zo was hij vanaf 1953 hoogleraar internationale betrekkingen aan de Karelsuniversiteit Praag, vanaf 1955 ambassadeur in het Verenigd Koninkrijk, vanaf 1958 onderminister voor buitenlandse zaken, vanaf 1962 vertegenwoordiger bij de Verenigde Naties en vanaf 1965 minister voor onderwijs.
Tijdens de Praagse Lente van 1968 steunde hij de hervormingsgezinde krachten; hetzelfde jaar werd hij benoemd tot minister van buitenlandse zaken. Op het moment van de invasie van Tsjecho-Slowakije verbleef hij in Joegoslavië en reisde hij door naar de VN waar hij de invasie afkeurde maar ook verkondigde tegen Westerse inmenging te zijn. Toen hij naar zijn land terugkeerde werd hij gedwongen om af te treden en in 1970 uit de partij gezet.
In 1977 was hij samen met Václav Havel, Zdeněk Mlynář en Pavel Kohout een ontwikkelaar, oprichter en een van de leidende woordvoerders van Charta 77, een beweging voor de verdediging van de mensenrechten. In 1988 leidde hij een groep die toezicht had op het naleven van de mensenrechten in zijn land.

## Erkenning
In 1987 werd Hájek onderscheiden met de Noorse Thorolf Rafto-prijs en drie jaar later met de Nederlandse Carnegie Wateler Vredesprijs. In 1993 werd hij opgenomen in het Franse Legioen van Eer.